# Tuttobenigni 95/96
Tuttobenigni 95/96 è uno spettacolo teatrale del 1995 scritto, diretto e interpretato da Roberto Benigni, con la supervisione di Vincenzo Cerami e le musiche di Nicola Piovani.

## Lo spettacolo
Si tratta di un monologo, con battute incentrate sulla satira politica. Partendo dall'annuncio della costituzione di un nuovo partito politico (il "partito del Pinzimonio"), Benigni prosegue passando dalla riforma della legge elettorale a quella dei Dieci comandamenti finché, diventato Dio, proclama il suo Giudizio universale nel quale vengono chiamati in causa i principali personaggi politici del tempo. Oltre alle molteplici citazioni dedicate a Silvio Berlusconi, a cominciare dalla "discesa in campo" con la quale venne fondata Forza Italia, si segnalano numerosi passaggi dedicati a Giuliano Ferrara. Fra le canzoni interpretate, Quando penso a Berlusconi, Quanto t'ho amato e È tutto mio.

## Distribuzione
Una registrazione dello spettacolo è stata pubblicata in VHS e poi in DVD da Cecchi Gori Home Video.

## Brani musicali

### È tutto mio
Nella canzone Benigni elenca le proprietà di Silvio Berlusconi, che chiama "Colui che ha". Il brano è stato riproposto nel 2011, nel film Silvio Forever e, in una versione aggiornata, nel corso del programma Vieni via con me.

### Quando penso a Berlusconi
Benigni dopo aver scherzato con alcune battute su alcuni politici come Giuliano Ferrara (andando in Paradiso occupa lo spazio occupato da tutti i cinesi), Benigni inizia a cantare Quando penso a Berlusconi.

## Adattamenti
In home video è uscita una registrazione edita da Cecchi Gori Home Video, di durata 105 minuti circa. Scrittura e messa in scena di Roberto Benigni (anche regia) e di Vincenzo Cerami, con le musiche di Nicola Piovani.